# Harris no Kaze
Harris no Kaze (jap.: ハリスの旋風) ist eine japanische Manga-Serie von Tetsuya Chiba, die zwischen 1965 und 1967 veröffentlicht wurde. Sie wurde zweimal als Animeserie adaptiert.

## Inhalt
Die Geschichte folgt mit Kunimatsu Ishida, der immer wieder aus den Schulen ausgeschlossen wird, weil er stört und gegen andere Schüler gekämpft hat. Seine nächste Schule ist die Harris Academy, wo der Schulleiter ihn überzeugt, sich verschiedenen Sportmannschaften anzuschließen. Kunimatsu wird seine Wut im Sport los und merkt gleichzeitig, dass er ein großartiger Athlet ist. In jeder Sportart bringt er sich auf eigene Weise ein und wird zum Helden der Schule, die durch ihn viele Wettbewerbe gewinnt.

## Veröffentlichung
Der Manga erschien von 1965 bis 1967 im Magazin Shōnen Magazine beim Verlag Kodansha. Dieser brachte die Kapitel auch gesammelt in 8 Bänden heraus.

## Verfilmungen
Die erste Anime-Serie wurde von P Production adaptiert. Regie führte Yoshiyuki Shindo und die Drehbücher schrieben Keisuke Fujikawa, Shunichi Yukimuro, Haruya Yamazaki und Tadaaki Yamazaki. Für die Designs war Tetsuya Chiba verantwortlich und die Animationsarbeiten leitete Fukuo Watanabe. Die insgesamt 70 je 25 Minuten langen Folgen wurden ab dem 5. Mai 1966 von Fuji TV ausgestrahlt. Die letzte Folge wurde am 31. August 1967 gezeigt.
1971 erschien eine zweite Animeadaption, die von Mushi Production produziert wurde. Regie führte Masami Hata.

### Synchronsprecher
| Rolle                          | Japanische Sprecher (Seiyū) |
| ------------------------------ | --------------------------- |
| Kunimatsu Ishida               | Nobuyo Oyama                |
| Megane                         | Noriko Ohara                |
| Abo                            | Yoshihiko Yamamoto          |
| Gozo Iwanami                   | Nobuo Tanaka                |
| Kunimatsus Mutter              | Eiko Masuyama               |
| Yoko Asai                      | Minori Matsushima           |
| Schulleiter von Harris Academy | Genzo Wakayama              |

### Musik
Die Musik der Serie stammt von Gachatorian, dessen Lied Harisu no Kaze auch für den Vorspann und Abspann eingesetzt wurde. Die Musik der zweiten Serie wurde komponiert von Keiichi Awano.

## Bedeutung
Die Animeserie von 1966 war die erste des Mediums, in der Sport eine große Rolle spielte. Daher wird sie von einigen als erster Vertreter des Sport-Genres im Fernsehanime gesehen. Dies ist jedoch umstritten, da Harris no Kaze vor allem eine Comedyserie ist und die Sportarten selbst nicht im Mittelpunkt stehen. Als erster eindeutiger Vertreter gilt Kyojin no Hoshi, der noch im gleichen Jahr ins Fernsehen kam.